# Branko Zinauer
Branko Zinauer, slovenski slikar, ilustrator, karikaturist * 31. december 1918, Zgornji Jakobski Dol, Kraljevina Srbov, Hrvatov in Slovencev, † 10. december 1968, Maribor, SFRJ.

## Življenje in delo
Po končani gimnaziji v Mariboru je v Zagrebu študiral slikarstvo in januarja 1941 diplomiral. V stenskem slikarstvu se je izpopolnjeval na ljubljanski ALU pri Slavku Pengovu (1949/50). Med študijem v Zagrebu je deloval v levičarskem  akademskem društvu. Julija 1941 je bil aretiran, nekaj mesecev zaprt v ustaških zaporih, po izpustitvi je kratek čas živel pri bratu v Zemunu, potem v Kostanjevici na Krki, kjer je sodeleloval z OF. Po osvoboditvi je bil v Mariboru v propagandni sekciji mestnega odbora, ter od jeseni 1945 učil likovni pouk na I. in V. državni gimnaziji, od 1961 na Tehniški srednji šoli, od 1963 do smrti opisno geometrijo v Gradbenem šolskem centru.
Že med študijem se je uveljavil z izvrstnimi karikaturami s poudarjeno družbeno in politično ostjo, okoli 400 jih je objavil v mariborskem Totem listu (1938–41). Socialnokritično usmeritev zgodnjega, predvsem risarskega opusa je zaznamoval vpliv hrvaškega slikarja K. Hegedušića. Zinauerjevo temeljno izrazilo je realistična risba, ki izkazuje oster dar opazovanja. To se kaže še posebej v ilustracijah knjig za mladino. Posebno pa sta ga pritegovali slikanica in strip, ki dajeta v kontinuiranem načinu pripovedi slikarju velike možnosti. Ilustriral je več  stripov v časopisu Večer, v katerih je izoblikoval značilni obrazni in figuralni tip junakov. Likovna spremljava je učinkovito izražena z razmeroma skopimi sredstvi, po navadi le z ostro in zanesljivo linijo, redkeje z osenjavo ali celo barvo. V natančno risbo pa je vendarle ujeta kopica nadrobnosti, ki jih zahteva realistično prizorišče.
Tudi v oljnem slikarstvu mu je bila risba zanesljiva opora v realistično usmerjenem oblikovalnem konceptu. Tematika se v nekem smislu navezuje na predvojno socialnokritično dejavnost in sočasno socrealististično usmeritev, v portretu in še posebno v pokrajini pa se predaja razpoloženju in si je upravičeno prislužil vzdevek »umetnik zastrte poetičnosti«. Ukvarjal se je tudi s stenskim slikarstvom (freska).